# Geilertshausen
Geilertshausen ist ein Gemeindeteil von Egling im oberbayerischen Landkreis Bad Tölz-Wolfratshausen. Der Weiler liegt circa fünf Kilometer westlich von Egling.

## Baudenkmäler
Siehe auch: Liste der Baudenkmäler in Egling#Geilertshausen
- Katholische Filialkirche St. Andreas, erbaut Anfang des 16. Jahrhunderts